# Ángel (canción de Jon Secada)
«Ángel» es una canción del artista cubano Jon Secada, lanzada en julio de 1992 como tercer sencillo de su álbum debut homónimo.
La versión en español se lanzó en 1993, como el segundo sencillo de su segundo álbum de estudio y el primero en español, Otro día más sin verte.
La versión en inglés alcanzó el puesto número 18 en el Billboard Hot 100 y el número 3 del Adult Contemporary. La versión en español fue número uno en la lista estadounidense Hot Latin Songs, siendo el noveno sencillo de mejor desempeño.
Fue compuesto por el propio Jon junto a Miguel A. Morejón y Emilio Estefan la produjo. En 1993 fue nominada a Canción Pop del Año en los Premios Lo Nuestro.

## Historia
Secada fue el corista de la cantante cubana Gloria Estefan en 1989. Se hicieron amigos cercanos, junto al esposo de Estefan (Emilio Estefan Jr.), quienes ayudaron a guiar a Secada en el negocio de la música.
Secada lanzó su primer álbum, Jon Secada, en 1992 con SBK Registros. La grabación se compuso con composiciones en inglés y dos pistas en español. Fue certificado triple platino por la Recording Industry Association of America (RIAA), lo que denota envíos de tres millones de copias.
Secada, con la ayuda de Emilio, decidió lanzar un álbum en español. Durante las sesiones de grabación, Secada confirmó que Gloria ayudó a traducir sus grabaciones en inglés al español. Dijo que ella le dijo que grabara canciones que él estaría cómodamente bien por cantar a lo largo de su carrera como cantante. También les dijo que no «tradujeran todo literalmente» sino que «mantuvieran el mismo tema de la canción en juego».
Ángel fue escrita sobre una mujer que Secada había conocido en Ámsterdam. Dice en su autobiografía: «escribir esas canciones cristalizó para mí el hecho de que me estaba perdiendo una profunda conexión emocional».

## Críticas

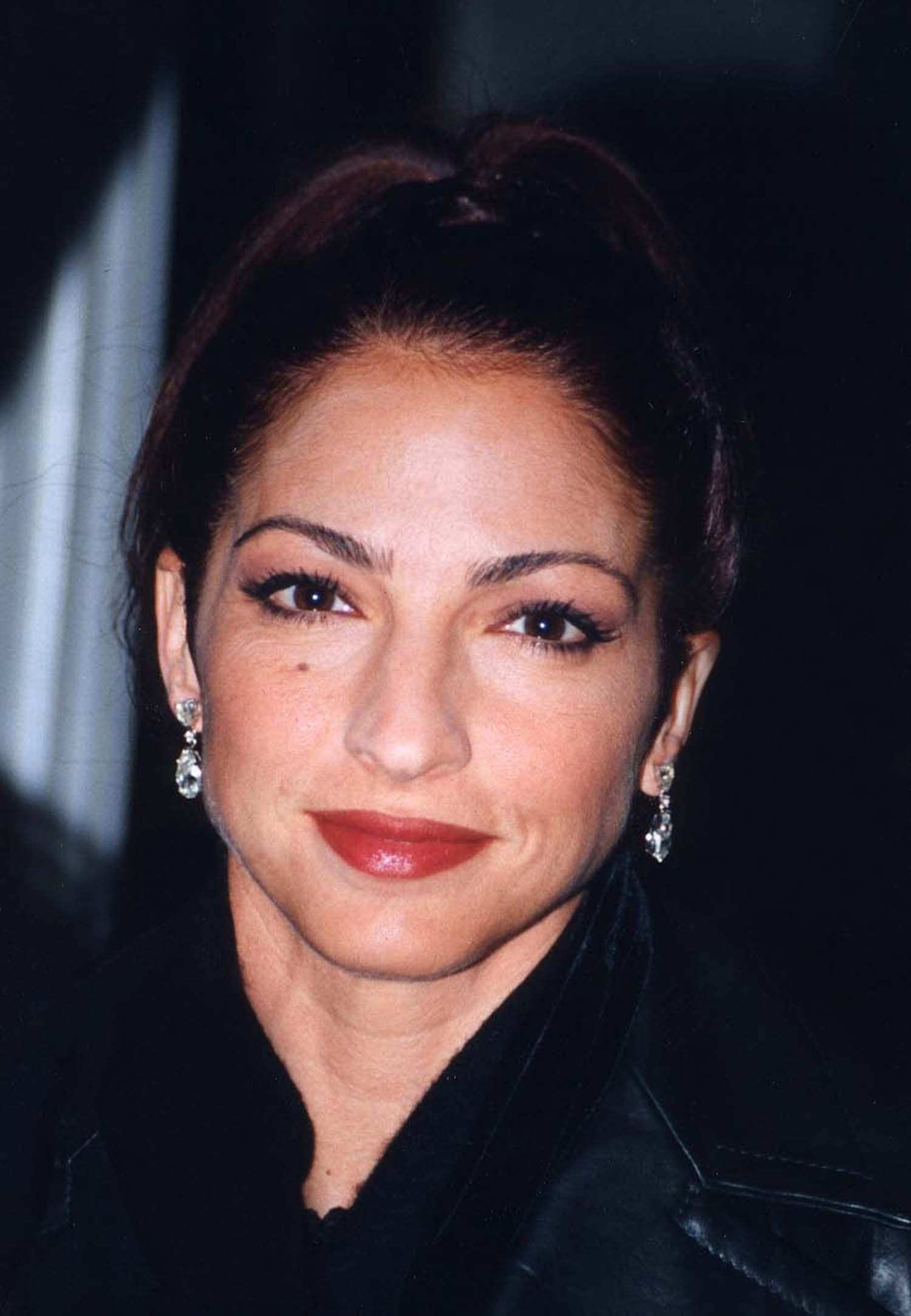
Gloria Estefan colaboró en la letra.

Fue lanzada como el segundo sencillo de su álbum en español. Alcanzó el número uno en la lista estadounidense Billboard Hot Latin Tracks en la semana que terminó el 31 de octubre de 1992. John Lannert de Billboard llamó al tema: «una oda al amor dramático». Carlos Bolívar Ramírez describió erróneamente los sencillos Otro Día Más Sin Verte y Ángel como baladas de rock en su libro La balada: mensaje universal (2001).

## Personal
Los créditos están tomados de las notas del álbum.
- Jon Secada — Voz y compositor
- Miguel Un. Morejón — Compositor
- Emilio Estefan Jr. — Productor